# Вспомогательный локомотив
Вспомогательный локомотив — локомотив, высылаемый на перегон для доставки поезда, имеющего вынужденную остановку, в том случае, если он не может быть вывезен целиком или по частям поездным локомотивом.
Вызов вспомогательного локомотива является одной из крайних мер, но необходимой при определённых обстоятельствах. Так в ПТЭ указывается, что вспомогательный локомотив следует вызывать при остановке на подъеме поезда, вес которого превышает норму по условиям трогания с места на данном подъеме и осаживание которого [на более пологий участок пути] не допускается (п. 16.46. ПТЭ). Временной интервал от момента вынужденной остановки до вызова вспомогательного локомотива должен составлять не более 10 минут. Вспомогательный локомотив может быть прицеплен к поезду как с головы, так и с хвоста. При этом в первом случае вспомогательный локомотив работает с поездным в режиме кратной тяги, а в случае прицепки с хвоста — как толкач (подталкивающий). Помимо этого, на дорогах многих стран, как например на Great Western Railway (Великобритания) есть правила, согласно которым вспомогательный локомотив не может находиться перед поездным локомотивом, даже если он неисправен, в крайнем случае вспомогательный локомотив вцепляют между поездным локомотивом и остальным составом.
Для ускорения доставки поезда с перегона, для оказания помощи (подталкивания) допускается как вспомогательный использовать локомотив следом идущего поезда, причём при определённых обстоятельствах подталкивание можно производить и всем поездом целиком, но если это поезд нормального веса и длины. Моторвагонный подвижной состав разрешено использовать в качестве вспомогательных локомотивов лишь для вывода с перегона других моторвагонных поездов (п. 16.48. ПТЭ). В ряде случаев в стратегически важных местах железных дорог строятся специальные пути для отстоя вспомогательных локомотивов. Такая мера позволяет своевременно освобождать перегоны от застрявших на них поездов, тем самым снижая потери от перекрытия магистрали. В англоязычных странах такие локомотивы получили прозвище Тандербёрды (англ. Thunderbird, можно перевести как Громовая Птица либо Буревестник), в честь популярного одноимённого фантастического сериала об организации, приходящей на помощь в чрезвычайных ситуациях.